# Tatra V 855

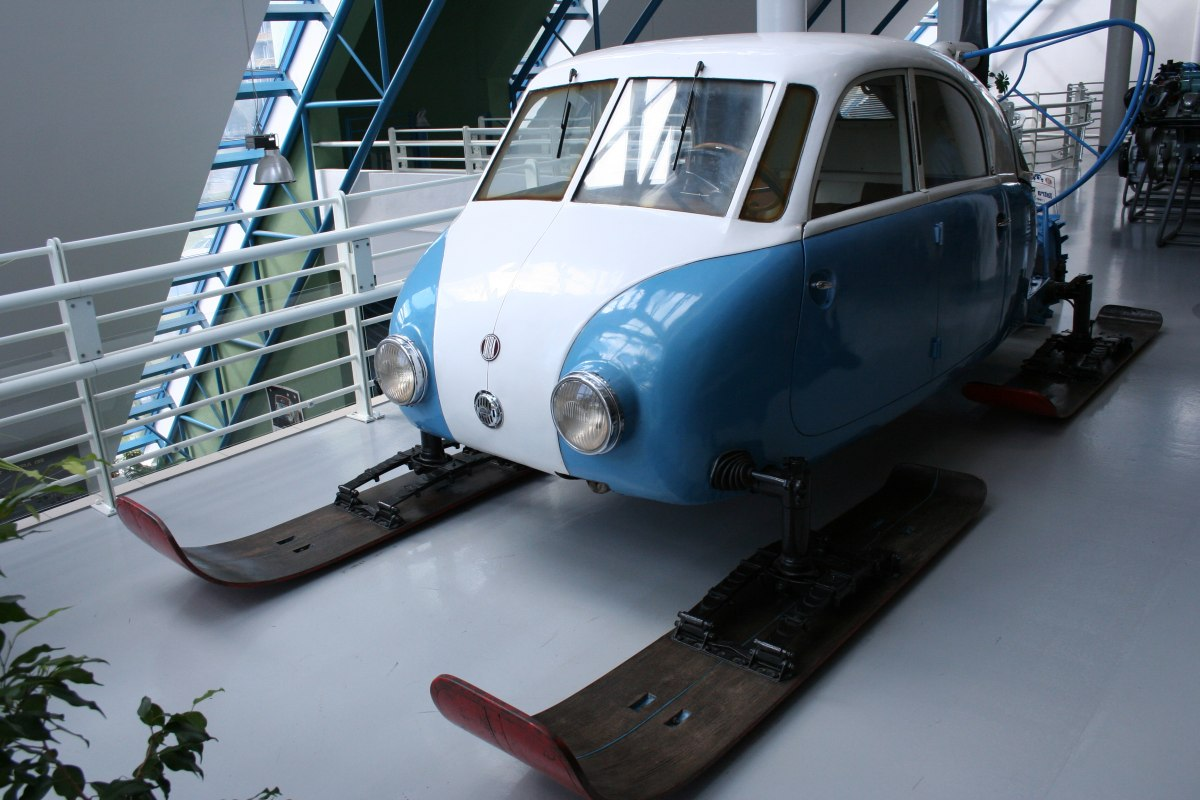
Tatra Motorschlitten

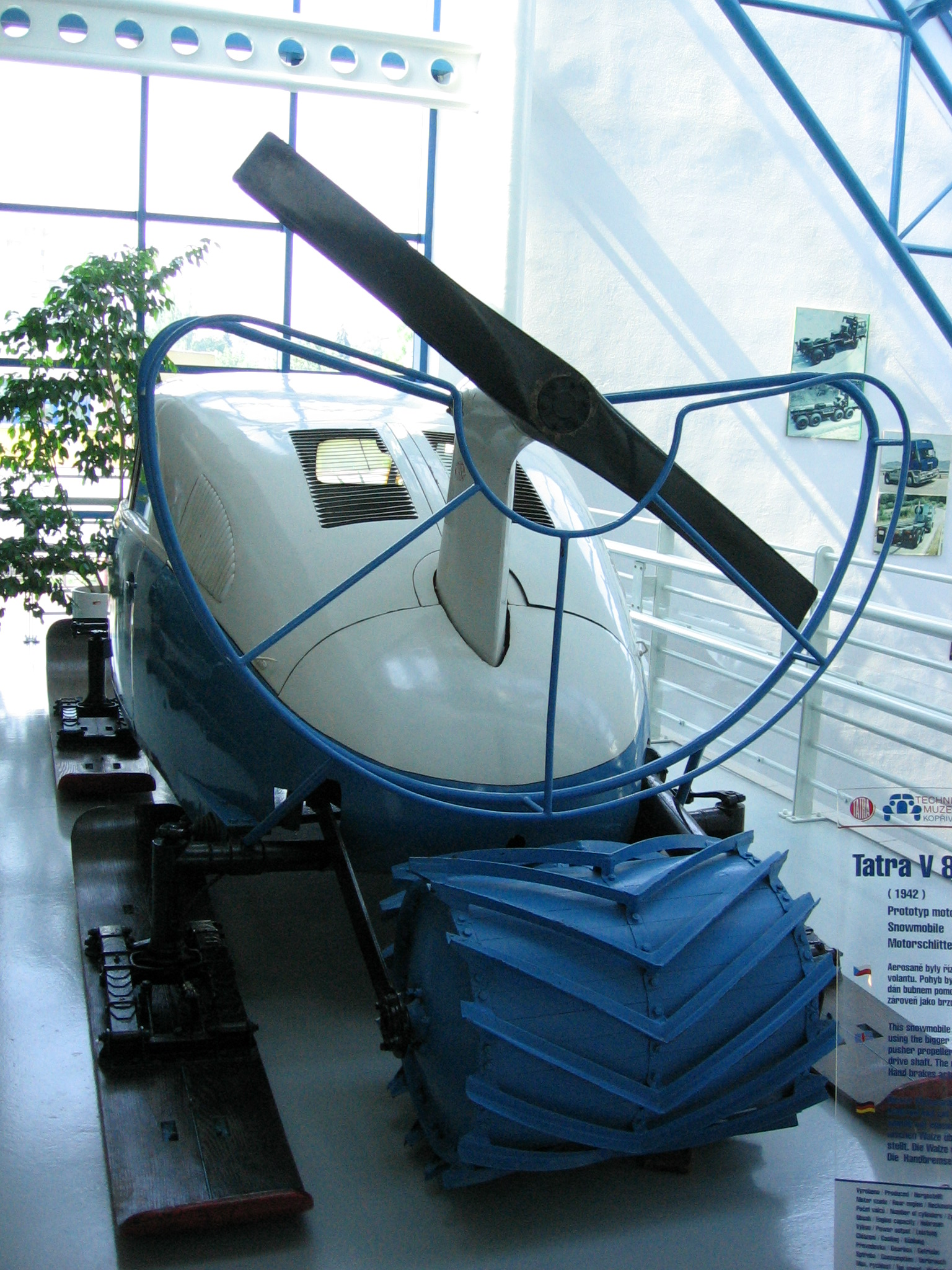
Heckpropeller und -walze

Der Tatra V 855 war der Prototyp eines Motorschlittens auf Basis der PKW-Typen 87 und 97, den das Tatrawerk in Nesselsdorf 1942 herstellte.
Der Schlitten hatte den luftgekühlten Achtzylinder-OHC-V-Motor des PKW-Typs 87 mit 2.968 cm³ Hubraum und 75 PS (55 kW) Leistung. Der im Heck eingebaute Motor trieb einen Heckpropeller mit teilweisem Schutzkäfig und zum Anfahren zusätzlich eine absenkbare Walze am Heck (ähnlich der von Pistenraupen) an. Die Höchstgeschwindigkeit betrug 80 km/h.
Die viertürige Karosserie des PKW-Typs 97 mit abgetrennter Front und modifizierter Motorhaube stand auf vier breiten Skiern. Die vorderen Skier waren mit dem Lenkrad zum Kurvenfahren zu drehen.
Dieser Motorschlitten war zum Einsatz an der Ostfront vorgesehen, der allerdings von der Wehrmacht nie realisiert wurde. Daher kam es zu keiner Serienfertigung.
Eine originalgetreue Replika des Tatra V 855 wurde 2006/2007 von der Firma Ecorra für das Lane Motor Museum, Nashville, USA, angefertigt.